# Християнське головне покривало

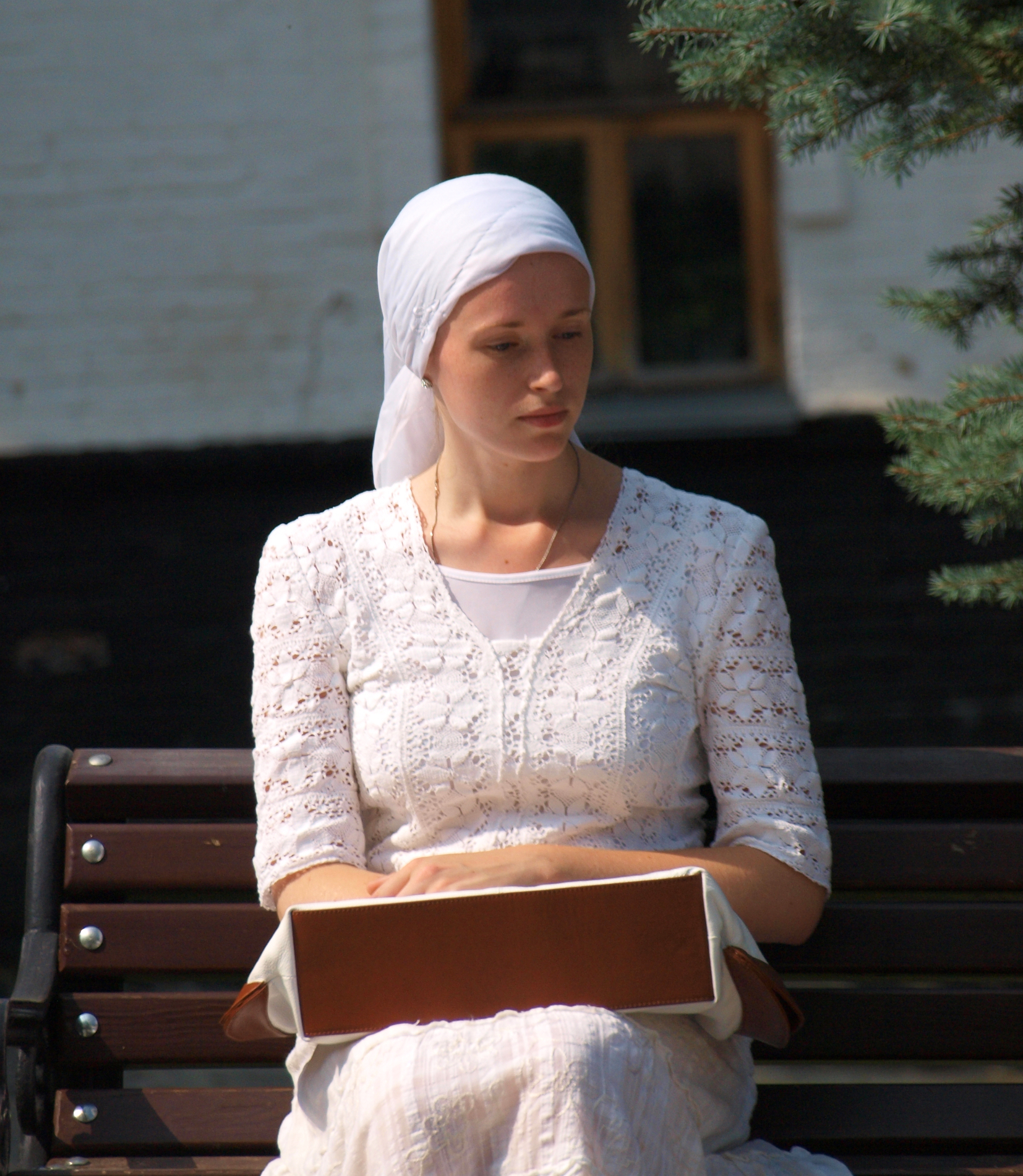
Українська православна християнка в Києво-Печерській лаврі

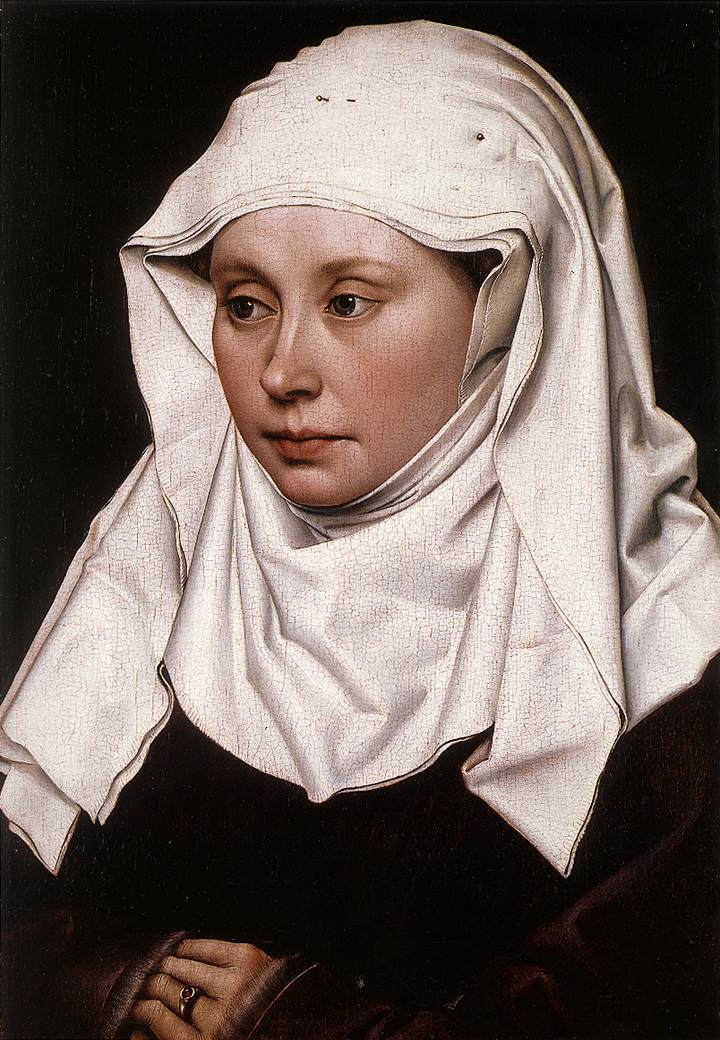
Хвиляста намітка на «Портреті жінки», бл. 1430—1435, Роберта Кампіна, Національна галерея, Лондон. Тканина чотиришарова, а шпильки, що утримують її на місці, видно у верхній частині голови

Християнське головне (жіноче, молитовне) покривало (покриття), покриття для ангелів — практика покривання голови жінками різних християнських віросповідань. Християнки, що притримуються православного, католицького, англіканського, лютеранського, кальвіністського та методистського віровчень, носять головне покриття під час публічного богослужіння (хоча деякі жінки, що належать до цих традицій, також можуть носити головний убір поза церквою), тоді як інші вважають, особливо християни, що належать до анабаптистського віровчення, що жінки мають носити головні покривала постійно. Постанова щодо жіночого покриття голови для «молитви та пророцтва» «для Ангелів» є знаком «влади чоловіка над жінкою», затверджена словами апостола Павла в 1 Коринтян 11:2-6. Практика жіночого головного покриття для скромності засвідчена в Святій Усній Традиції. В 1 Коринтян 11:13-16 як аргумент для молитовного покриття голови Павло вказує, на те, що природа вчить жінок мати довге волосся (а чоловіків навпаки — стригти волосся). Більшість біблійних дослідників вважали, що «вірші 4-7 стосуються буквального покривала, або покривала з тканини» для «молитви та пророцтва», а вірш 15 — щодо довгого волосся жінки для скромності. За сучасності на Заході, незважаючи на те, що головне покриття практикувалось багатьма християнками впродовж стародавнини, середньовіччя та нововіччя, серед численних сповідань це правило нехтується, або вважається необов'язковим. Хоча анабаптистські віросповідання радикальної реформації продовжують виконувати постанову апостола Павла. Молитовне покриття голови продовжує залишатися обов'язковим правилом в Україні, Румунії, Росії, Ефіопії, Індії, Пакистані, Південній Кореї та в інших частинах світу. Стиль християнського покриття голови залежить від регіону.

## Історія

### Рання Церква

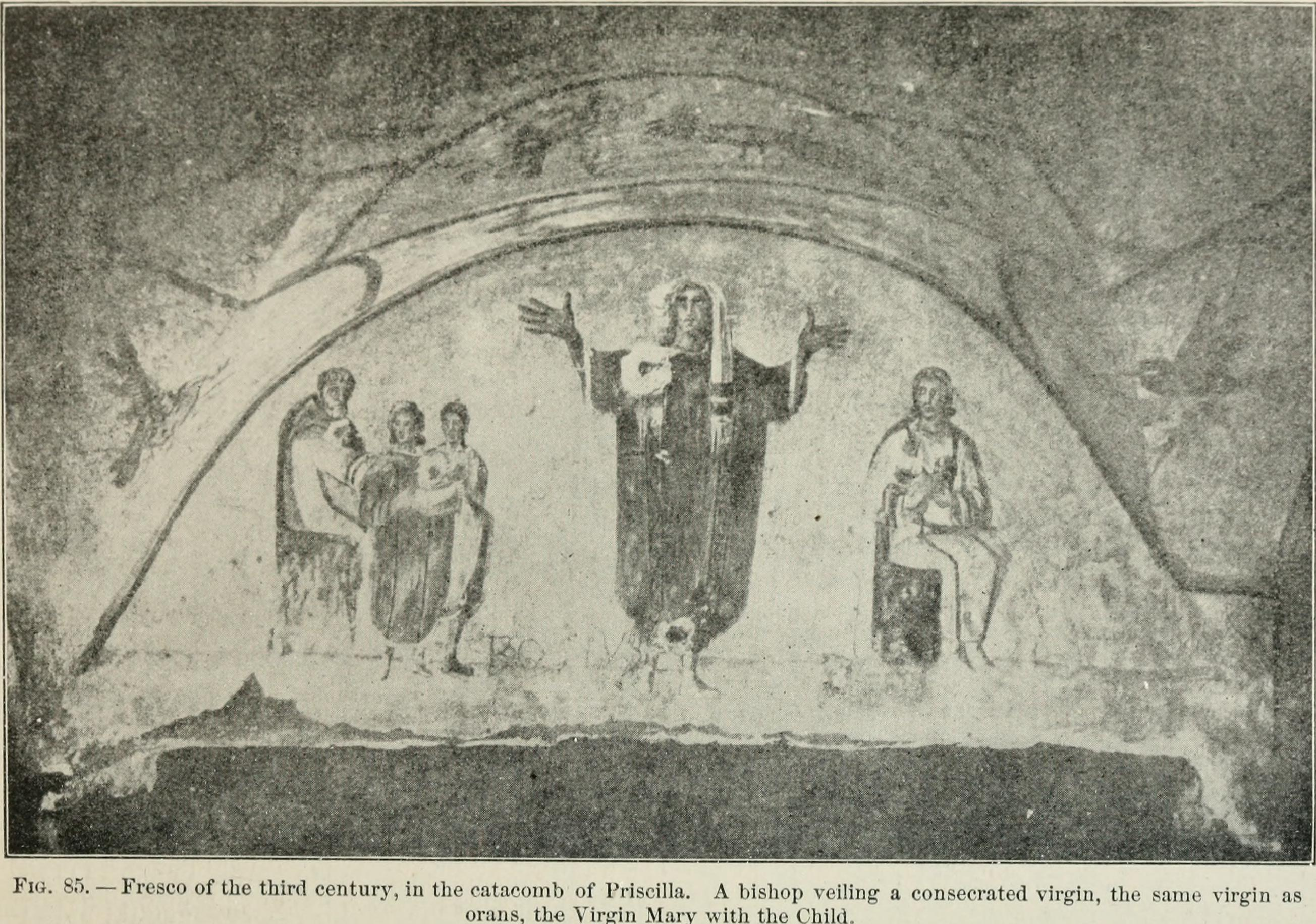
Фреска вкритої християнки, 3 сторіччя

Християнське головне покривало широко застосовувалося жінками ранньої Церкви і це засвідчено численними письменниками протягом перших сторіч християнства. Климент Олександрійський (150—215), ранній богослов, писав: «Жінка і чоловік повинні ходити до зібрання пристойно одягненими… адже це є бажанням Слова, оскільки постановлено для неї молитися покритою». Климент Олександрійський (бл. 150 — бл. 215) пише про покриття: «Також було заповідано, щоб голова була покрита, а обличчя закрито, бо краса є для людей пасткою. Також не годиться жінці прагнути зробити себе помітною, використовуючи фіолетове покривало». Ранньохристиянський письменник Тертуліан (150—220) пояснює, що коринфська церква продовжує практикувати покриття голови, — після 150 років від написання апостолом Павлом 1-го листа до Коринтян. Він засвідчив: «Так само і коринтяни розуміли [Павла]. Насправді в цей день коринтяни покривають своїх дівчат. Те, що вчили апостоли, те схвалюють їхні учні» Інший вчитель, Іполіт Римський (170—236), даючи вказівки щодо церковних зборів, сказав: «…нехай усі жінки мають голови, покриті непрозорою тканиною…» «Рання церковна історія свідчить, що в Римі, Антіохії та Африці звичай [носити покривало] став нормою [для Церкви]». Оріген Олександрійський (бл. 184 — бл. 253) писав: «Є ангели посеред нашого зібрання… ми маємо тут подвійне зібрання, одне з людей, інше з ангелів… А оскільки присутні ангели… жінкам, коли вони моляться, наказують накривати голову через цих ангелів. Вони допомагають святим і радіють у Церкві». У другій половині III сторіччя жінки, які моляться з покритими головами, згадується як церковна практика святим Вікторином у своєму коментарі на Апокаліпсис Івана.
Пізніше, у IV сторіччі, Константинопольський патріарх Іван Золотоустий (347—407) заявив, «…справа щодо того, чи потрібно накривати собі голову, була законодавчо закріплена природою (див. 1 Кор 11:14–15). Коли я кажу „природа“, я маю на увазі „Бог“. Бо саме він створив природу. Отже, зауважте, яка велика шкода від перекидання цих меж! І не кажіть мені, що це малий гріх». Єронім Стридонський (347—420) зазначив, що капелюх на волосся та молитовну хустку носять християнки в Єгипті та Сирії: «не ходять з непокритими головами наперекір наказам апостола, бо вони носять щільно прилягаючу капелюх та покриття». Аврелій Августин (354—430) пише про головне покривало: «Навіть у заміжніх жінок не приходить відкривати волосся, оскільки апостол наказує жінкам тримати голову вкритою». Ранньохристиянське мистецтво також підтверджує, що в цей період жінки носили головні убори.

### Середньовіччя та нововіччя
Принаймні до 18 сторіччя носіння головного покриття вважалося звичним для християнок у середземноморській, європейській, близькосхідній та африканській культурах, як на людях, так і на зібранні. Жінка, що не вкривала голову, трактувалася як «повія або перелюбниця». В Європі закон передбачав, що публічне відкриття жінками свого волосся, було свідченням їхньої подружньої невірності.

## Сучасна практика

### Стилі
| Регіон                                           | Головний убір, одягнений як християнське покриття голови                                        | Зображення                            |
| ------------------------------------------------ | ----------------------------------------------------------------------------------------------- | ------------------------------------- |
| Україна, Молдова, Румунія                        | очі́пок, чепець, каптур, капор, керпа                                                            | Селянська жінка. 1843. Тарас Шевченко |
| Україна, Молдова, Румунія                        | хустка                                                                                          |                                       |
| Іспанія, Латинська Америка, Східна Європа, Росія | мантілья                                                                                        |                                       |
| Індія, Пакистан                                  | дупатта                                                                                         |                                       |
| Сполучені Штати Америки                          | бонне (серед багатьох анабаптистів та консервативних квакерів), широкі капелюхи (на півдні США) |                                       |

### Традиція

#### Східне християнство

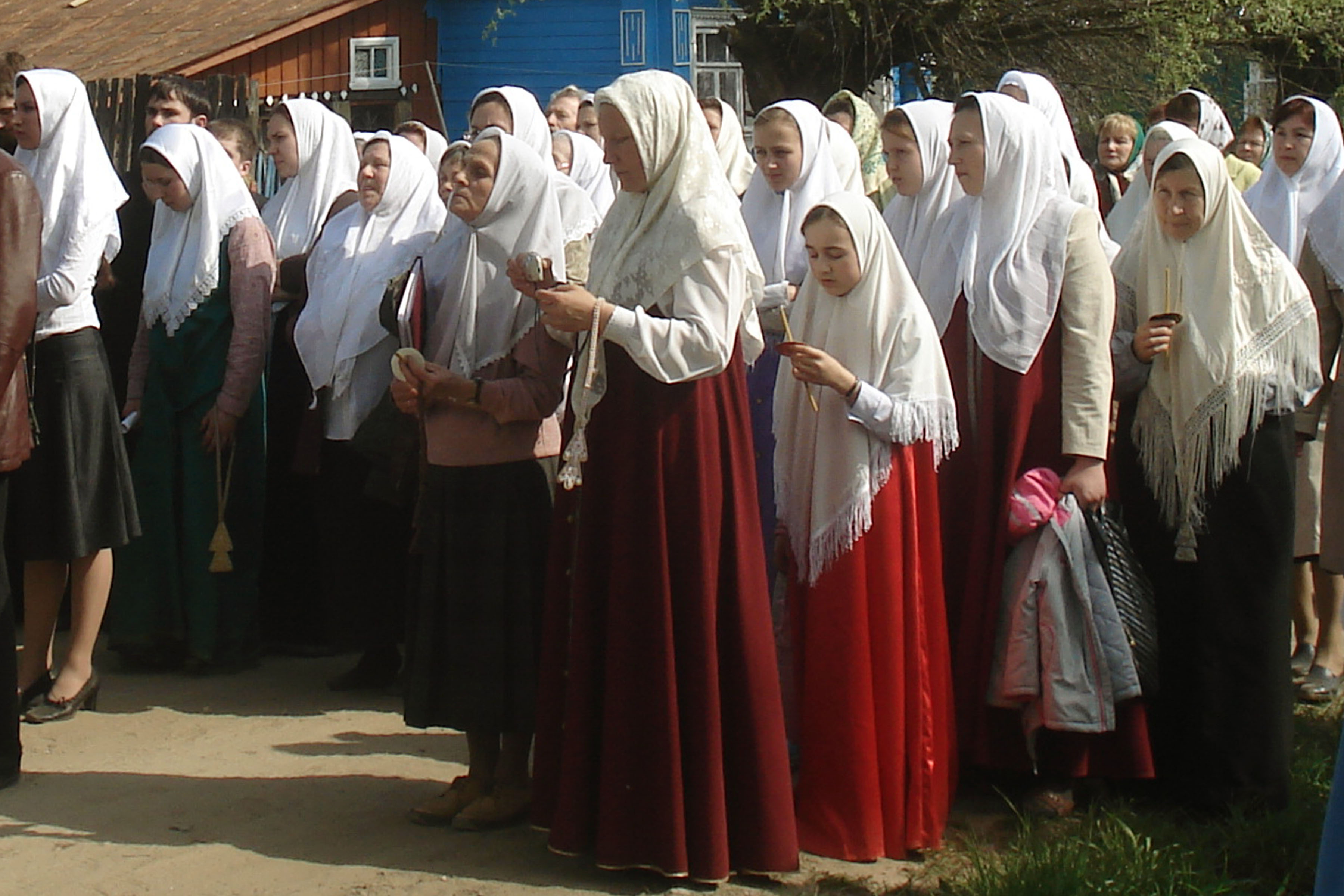
Російські старовірки за пасхального ходу у сельці Єлізарово, Орєхово-Зуєвському районі Московської області 2 травня 2008 року

Деякі православні, східні католицькі, та східні православні церкви вимагають, щоб жінки прикривали голови, перебуваючи у церкві; прикладом такої практики є Російська православна церква. В Албанській православній церкві християнки часто носять білі вуалі з відкриттям для очей; більше того, у ній на церковних службах жінки сидять окремо від чоловіків за ґратчастими перегородками.
Жінки, зі старообрядців, носять непрозорі християнські покривала голови, а одружені старовірки мають в'язаний боннет, що відомий як повойник.
В інших випадках вибір може бути особистим, або різнитися в межах країни чи юрисдикції. Протягом ХХ сторіччя серед східних православних жінок Греції практика носіння головного убору в церкві поступово занепала. У Сполучених Штатах звичай може різнитися залежно від конфесії, громади та походження цієї громади. Католички Південної Кореї продовжують покривати голови.
Православне духовенство всіх рівнів має головне покриття, іноді з вуаллю у черниць, або безшлюбних, що надягаються, або знімаються у певні моменти служби.
Православні черниці носять головне покриття — апостольник, що носиться постійно, і є єдиною частиною чернечої звички, що відрізняє їх від православних чоловіків-ченців.

#### Західне християнство

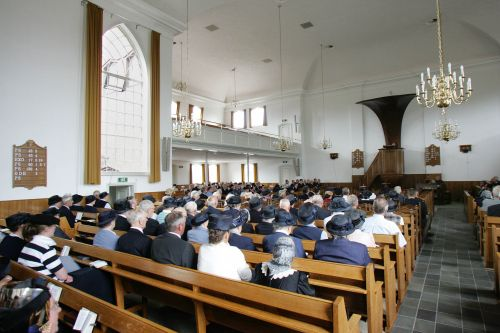
Покриття голови у Відновленій реформатській церкві Дорнспійка у голандській провінції Гелдерланд

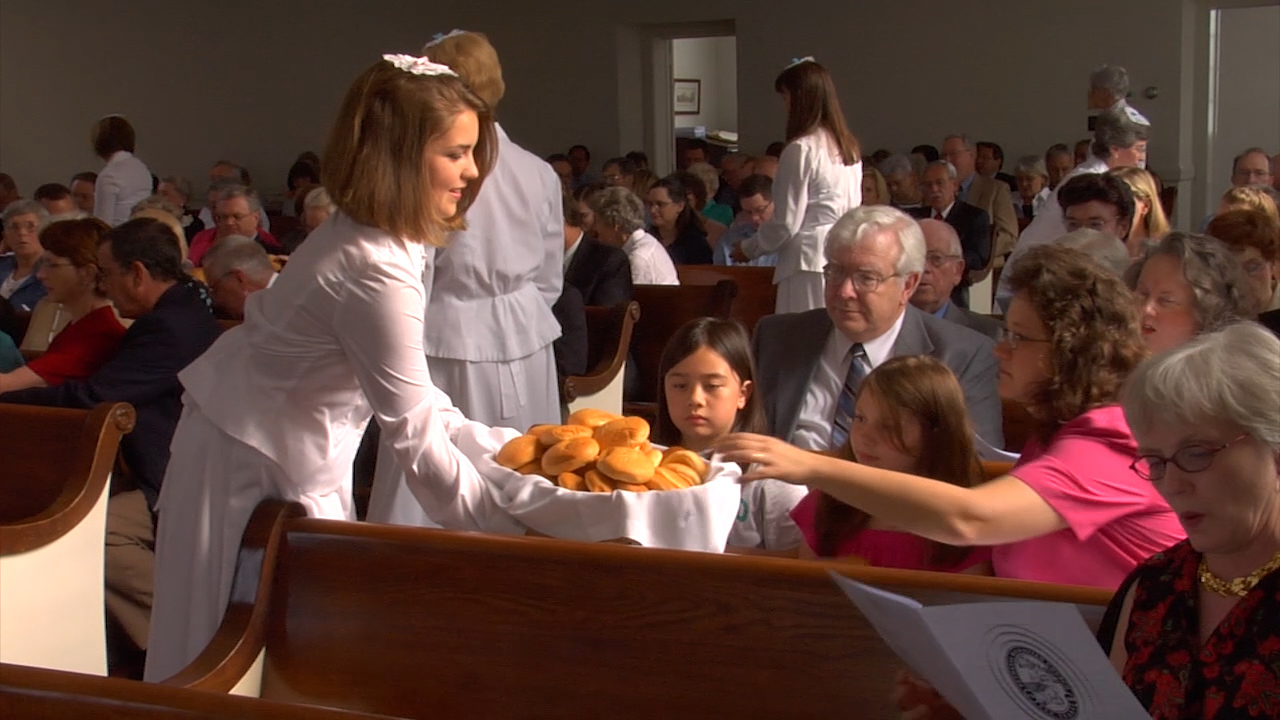
Жінки-служниці з покритими головами в Моравській церкві подають хліб у своїй громаді на святкуванні вечері любові

У Західній Європі та Північній Америці на початку 20 сторіччя жінки деяких основних християнських конфесій носили головні покривала під час церковної служби. До них належало багато англіканських, баптистських, католицьких, лютеранських, методистських, пресвітеріанських та інших церков.
Латинська церква одностайно трималася жіночого головного покривала до нового Кодексу канонічного права 1983 року. Історично склалося так, що католички повинні були покривати вуаллю голову для участі в причасті за рішенням Соборів в Автуні та Анже. Подібним чином, 585 року Синод Осеру (Франція) заявив, що католички мають носити головний убір під час Святої Меси. Синод Риму 743 року заявив, що «жінка, яка молиться в церкві без покриття її голови, наносить сором на свою голову, за словом апостола, - позиція, яку згодом підтримав Папа Миколай I у 866 році, щодо церковних служб.» За Середньовіччя Тома Аквінський (1225—1274) вказав, що «чоловік, що існує під Богом, не повинен мати покриття, щоб показати, що він безпосередньо підпорядкований Богу; але жінка повинна носити покривало, щоб показати, що крім Бога вона є природно підпорядкована іншому». У Кодексі канонічного права 1917 року вимагається, щоб жінки покривали голову в церкві. У ньому говорилося: «Однак жінки повинні мати прикриту голову і бути скромно одягненими, особливо коли вони наближаються до Господнього столу».
Мартін Лютер, протестантський реформатор, закликав дружин носити покривало на громадських богослужіннях. Загальні рубрики Євангельської лютеранської синодичної конференції Північної Америки, що містяться в «Лютеранській літургії» у розділі «Головні убори для жінок» стверджують: «Це похвальний звичай, заснований на заповіді Біблії (1 Кор. 11:3-15), щоб жінки носили відповідне покривало для голови в церкві, особливо під час богослужіння».
Жан Кальвін, засновник реформатських церков, та Джон Нокс, засновник Пресвітеріанської церкви, закликали жінок носити головні покривала під час громадського поклоніння. Засновник методизму Джон Веслі вважав, що жінка, «особливо на релігійних зборах», повинна «мати на собі покривало».
У країнах Східної Європи та Індостану, майже всі християнки на церковних службах носять покривала для голови. У Сполученому Королівстві жінки часто носять християнські головні убори на офіційних релігійних службах, таких як церковні вінчання. У богослужінні, в деяких частинах західного світу багато жінок почали носити капелюшки (бонети) в їх головних уборах, а пізніше, капелюшки почали переважати. Кінцево, в Північній Америці та деяких частинах Західної Європи, ця практика почала занепадати, з деякими винятками, включаючи християн, які носять просте вбрання, такі як консервативні квакери й більшість анабаптистів (в тому числі меноніти, гуттерити, старонімецькі баптистські браття, апостольські християни та аміші). Моравітські жінки, особливо служниці, носять мереживне покриття голови, що називається «гаубе». Католики-традиціоналісти, а також багато консервативних християн святості, які практикують доктрину зовнішньої святості, також практикують прикриття голови окрім Лаестадської лютеранської церкви, плимутські браття, а також більш консервативні Шотландські та Ірландські пресвітеріанські та Голландська реформатська церкви. Деякі віруючі жінки в Церквах Христа теж прикриваються. П'ятидесятницькі церкви, такі як Церква нашого Господа Ісуса Христа апостольської віри, цейлонська П'ятидесятницька місія, Християнська конгрегація та індійська Асамблея церкви віруючих, також спостерігають за прикриттям голови жінок.
Монахині римо-католицьких, лютеранських та англіканських церков часто носять покривало, як частину свого релігійного звичаю.

#### Східне християнство

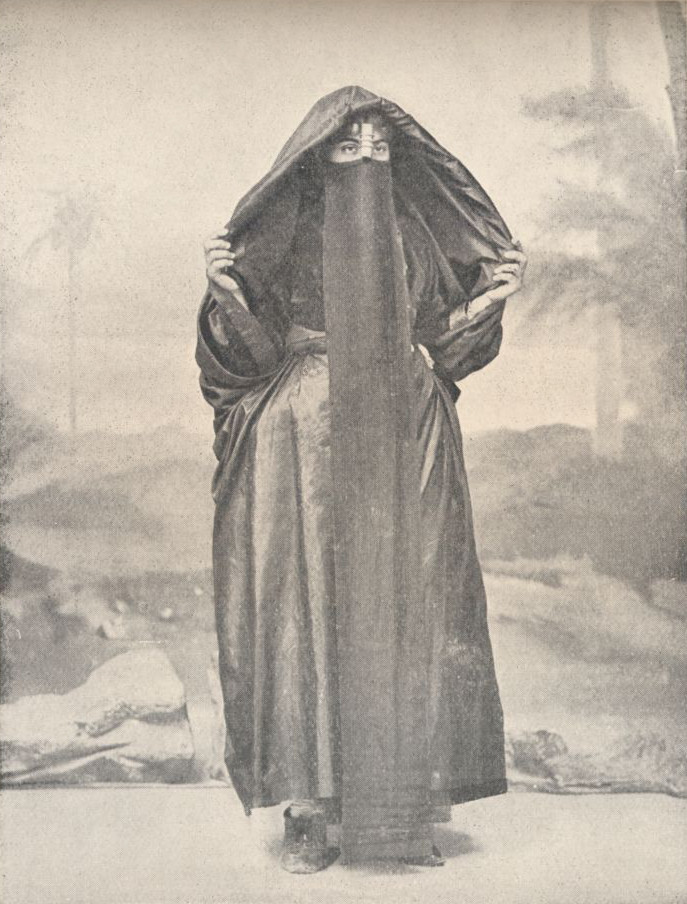
Коптська православна християнка в головному покритті та харабасі (1918)

Коптки історично закривали голову та обличчя на публіці та в присутності чоловіків. У XIX сторіччі міські християнки та мусульманки вищого класу Єгипту носили одяг, що включав головне покривало та бурку (муслінове полотно, що закривало нижній відділ обличчя — носа та рота). Назва цього одягу, harabah, походить від ранньохристиянської та юдаїстської релігійної лексики, що може вказувати на походження самого одягу. Неодружені жінки зазвичай носили білі покривала, тоді як одружені — чорні. Практика почала занепадати на початку ХХ сторіччя.

## Біблійна основа

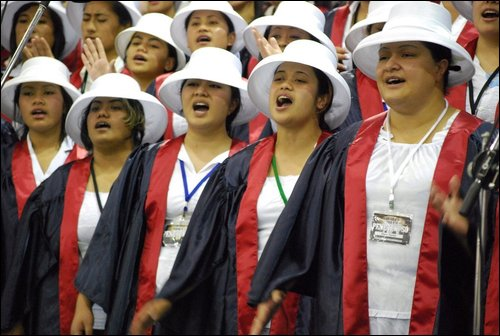
Жінки, що належать до Церкви Самоанських зборів Бога, під час богослужіння бачать у шапках.

### Християнська Біблія / Старий Завіт
Уривки, що свідчать, що жінки носили головне покривало за Старого Завіту;
- Про Ісаакову наречену Ребеку — «І каже рабові: Хто сей чоловік, що йде по полю на зустріч нам? Каже ж раб: Це пан мій; вона узявши намітку, закуталась.» (Буття 24:65, переклад Гижі);
- Випробування невірності дружини — «І поставить священник жінку перед Господом, і відкриє голову жінцї, і положить на руки її хлїбний приніс поминальний; це приніс за ревнування; а в руці священника буде гірка вода, що наводить прокляття.» (Числа 5:18, переклад Гижі);
- Возьмись за жорна й мели муку; скинь намітку з себе, підкасай подолок; відкрий ноги до колін, бреди через ріки; наготою світитимеш, та й сором твій нічим буде вкрити. Помщуся тяжко, не дам пощади нїкому. (Ісаїя 47:2-3, переклад Гижі).

### Християнська Біблія / Новий Завіт

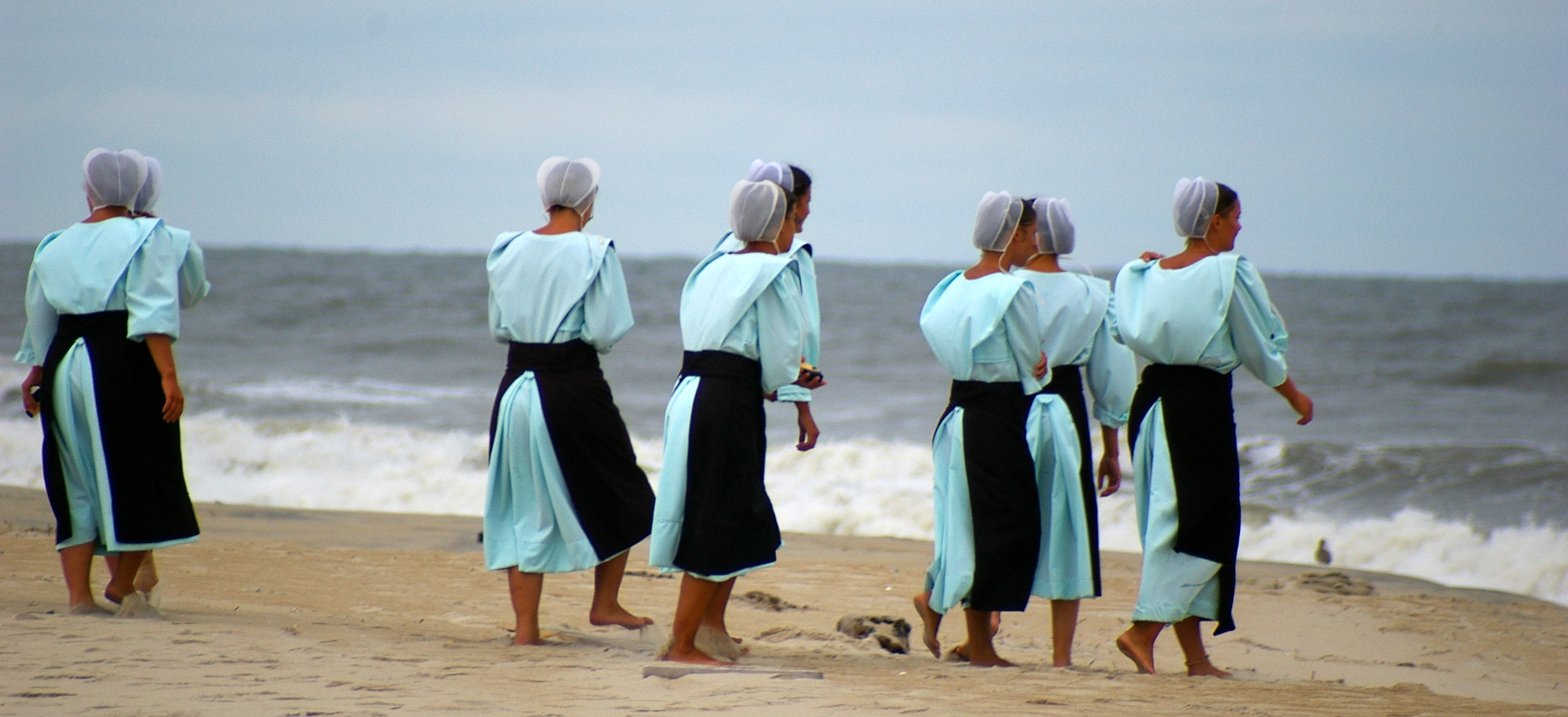
Амішки, які носять молитовні капелюхи

1 Коринтянам 11:2-16 містить єдиний уривок у Новому Завіті, що говорить про головне покривало для жінок (та непокриття голови чоловіками).
Павло вводить цей уривок, вихваляє коринфських християн за пам'ять про «переказ» (також перекладене як «передання»), який він їм передав (вірш 2).
Потім Павло пояснює християнське використання покривал для голови, використовуючи теми головування, слави, ангелів, природної довжини волосся та практики церков. Те, що він конкретно сказав про кожну з цих тем, призвело до розбіжностей у тлумаченні (і практиці) серед коментаторів Біблії та християнських зборів.

#### Відповідний текст
Будьте послідовниками моїми, як я Христові. Хвалю вас, браття, що ви всі моє пам’ятаєте і дотримуєтеся переказу, як я переказав вам.
Хочу також, щоб ви знали, що всілякому чоловікові голова є Христос; дружині голова – чоловік, а Христові голова – Бог. Кожний чоловік, що молиться чи пророкує з покритою головою, ганьбить свою голову. І кожна дружина, що молиться і пророкує з непокритою головою, ганьбить свою голову, бо це те саме, коли б вона була поголена; Бо, якщо дружина не покривається, то нехай обстрижеться; а якщо дружині соромно бути обстриженою або ж поголеною, нехай покривається.
Отож, чоловік не мусить покривати голову, тому що він є образ і слава Божа; а дружина є слава чоловіка. Бо не чоловік від дружини, але дружина від чоловіка; І не чоловік утворений для дружини, але дружина для чоловіка; А тому дружина й мусить мати на голові своїй знак влади над нею для Ангелів. А втім, ні чоловік без дружини, ні дружина без чоловіка у Господі. Бо як дружина від чоловіка, так само й чоловік через дружину; а все – від Бога.
Обміркуйте самі, чи пристойно дружині молитися Богові з непокритою головою? Чи не сама природа навчає вас, що коли чоловік запускає волосся, то це – ганьба для нього, Та коли жінка має довге волосся, то для неї це слава, оскільки волосся дане їй для покривала.
А якби хтось зажадав посперечатися, то ми не маємо подібного звичаю, ані Церкви Божі.
-- 1 Коринтянам 11:1-16, переклад Олександра Гижі

Часто богослови поєднують це з 1 Сол. 5:16-22 

Завжди радійте. Без угаву моліться. За все дякуйте: бо така Божа воля про вас у Христі Ісусі. Духа не гасіть. Пророцтва не принижуйте. Усе досліджуйте (випробовуйте), тримайтеся доброго. Утримуйтеся від усілякого зла.
і тримаються того, що християнки мають носити головне покриття постійно, бо мають молитися без переставання.

Це також іноді інтерпретується у поєднанні зі скромністю в одязі 1 Тимофію 2:9-10
Я також хочу, щоб жінки одягались скромно, з порядністю і ввічливістю, прикрашаючи себе не вишуканими зачісками чи золотом, перлами чи дорогим одягом, а добрими справами, підходить для жінок, які сповідують поклоніння Богу. 

### Інтерпретаційні питання
Є кілька ключових розділів 1 Коринтян 11: 2–16, щодо яких біблійні коментатори та християнські зібрання дотримуються різних думок, що призвело до різноманітності практик щодо використання покриттів.
- Статеве головування: Павло пов'язує використання (або невикористання) покривал за біблійною відмінностю для кожної статі. В 1 Коринтянам 11:3 Павло написав: «всякому чоловікові голова Христос, голова жінці чоловік». Він одразу продовжує вчення про статеве (гендерне) використання покриття: «Усякий чоловік, що молиться або пророкує, покривши голову, осоромлює голову свою. Усяка ж жінка, що молиться або пророкує, не покривши голови, осоромлює голову свою; одно ж бо воно й те саме, якби була й обголена саме, якби була й обголена».
- Слава та поклоніння: Далі Павло пояснює, що використання (або невикористання) покривала пов'язане з Божою славою під час молитви та пророцтва. В 1 Коринтянам 11:7 він стверджує, що чоловік є «славою Божою», і що з цієї причини «чоловік не повинен покривати голови». У цьому ж вірші Павло також стверджує, що жінка є «славою чоловіка». Він пояснює це твердження у наступних двох віршах посиланням на творіння жінки в книзі Буття 2:18, а потім робить висновок: «Тим і мусить жінка знак влади мати на голові…» (вірш 10). Іншими словами, «слава Божа» (чоловік) повинна бути розкрита під час поклоніння, тоді як «слава чоловіка» (жінка) повинна бути покрита.
- Ангели: В 1 Коринтянам 11:16 Павло говорить: «Тим і мусить жінка знак власті мати на голові ради ангелів». Багато тлумачів визнають, що Павло не надто пояснює роль ангелів у цьому контексті. Деякі популярні інтерпретації цього уривку:
  - 1) Заклик не ображати ангелів, не підкоряючись вказівкам Павла,
  - 2) наказ точно показувати ангелам картину створеного порядку (Ефесянам 3:10; 1 Петра 1:12),
  - 3) застереження для нас слухатись як засіб підзвітності, оскільки ангели пильнують (1 Тимотею 5:21),
  - 4) бути подібними до ангелів, які покривають себе в присутності Бога (Ісайя 6:2),
  - 5) не бути подібними до впалих ангелів, які не залишились у ролі, на яку їх створив Бог (Юда 6).
- Природа та довжина волосся: В 1 Кор. 11:13-15 Павло задає риторичне запитання про пристойність покривал, а потім сам відповідає на це уроком від природи: "Судіть самі: чи правильно жінці молитися Бог з непокритою головою? Невже сама природа не вчить вас, що якщо чоловік має довге волосся, це для нього безчестя, а якщо жінка має довге волосся, це для неї слава? Бо їй дано волосся на покривало ". У цьому уривку деякі бачать, що Павло вказує на те, що, оскільки жінка, природно, «покриває» свою голову довгим волоссям, вона також повинна покривати її тканинним покривом під час молитви чи пророцтва. Інші тлумачі вбачають твердження «їй дають волосся для покриття» як вказівку на те, що всі випадки покриття головою в цій главі стосуються лише «покриття» довгих волосся.
- Церковна практика: В 1 Кор. 11:16 Павло відповів будь-яким читачам, які можуть не погодитися з його вченням про використання покривів, «А якби хтось зажадав посперечатися, то ми не маємо подібного звичаю, ані Церкви Божі.» Це може свідчити про те, що покриття голови вважалося стандартною, універсальною християнською символічною практикою (а не місцевим культурним звичаєм для коринтян). Іншими словами, хоча християнські церкви були розподілені географічно й містили різноманітні культури, всі вони практикували прикриття голови для християнок.

### Інтерпретаційні висновки та результати практики
Через різні проблеми тлумачення (такі, як перераховані вище), коментатори Біблії та християнські зібрання мають різноманітні висновки та практику щодо покриття голови. Однією з основних дискусій є питання, чи заклик Павла до чоловіків розкрити голови, а жінок — покрити голови стосується дотримання християнами поза Коринфської церкви І сторіччя. 1 Коринтянам 11:16 вказує на відомість звичаю покриватися як Павлу, так і Божим церквам та їх відмову сперечатися, щодо необхідності виконання наказу Павла.
- Частина церков продовжує розглядають християнські покриття голови як практику, яку Павло призначав усім християнкам у всіх місцях протягом усіх періодів історії, і тому вони продовжують практику покриття у своїх зборах. Вони базують своє тлумачення на призначеному Богом порядку головування (Бог-Христос-чоловік-жінка).[64]
- Іншим тлумаченням є те, що накази Павла щодо покриття голови були культурним завданням, яке стосувалося лише коринтської церкви першого сторіччя. Часто тлумачі стверджують, що Павло просто намагався створити різницю між непокритими коринфськими повіями та благочестивими коринфськими християнками.
- Деякі християни вважають, що Павло заявив, що довге волосся є покривалом, коли йдеться про помірність (див. 1 Коринтянам 11:14–15).[65] Феміністичний богослов Катарін Бушнелл відкидає намір Апостола Павла вказування жінкам покривати волосся тканинним покриттям для помірності.

Більшість біблійних дослідників вважали, що «вірші 4-7 стосуються буквальної завіси, або покриву з тканини» для «молитви та пророцтва», а вірш 15 — щодо довгого волосся жінки за скромність.

## Дивитися також
- Мафорій - християнське жіноче покривало з голови до п'ят
- Койф
- Хустка
- Бандана
- Тихель - православний єврейський головний убір
- Вуаль